# Andrés Avelino Cáceres
Andrés Avelino Cáceres Dorregaray (Ayacucho, 10 de noviembre de 1836-Lima, 10 de octubre de 1923) fue un militar y político peruano, héroe de la resistencia durante la guerra del Pacífico y Presidente Constitucional del Perú en dos periodos: 1886-1890 y 1894-1895. Es el patrono del Arma de Infantería del Ejército Peruano.
Nacido en Ayacucho, sus padres fueron Domingo Cáceres Oré y Juana Dorregaray Cueva. Era muy joven cuando se alistó como cadete en un batallón formado en su ciudad natal, bajo las órdenes del general Fermín del Castillo, partidario del general Ramón Castilla, entonces caudillo de la revolución de 1854 contra el gobierno del presidente José Rufino Echenique. 
Durante el segundo gobierno de Ramón Castilla, luchó contra la revolución del general Manuel Ignacio de Vivanco que estalló en Arequipa en 1856. Participó en la toma de Arequipa de 6 a 7 de marzo de 1858, donde resultó herido en el ojo izquierdo, y mereció su ascenso a capitán. 
Luego participó en la campaña contra Ecuador de 1859 a 1860. Durante el gobierno de Juan Antonio Pezet se sumó al clamor popular contra la arrogante intromisión de la Escuadra Española del Pacífico y se unió a la revolución nacionalista del coronel Mariano Ignacio Prado, en 1865, que derrocó a Pezet. Participó activamente en el combate del Callao del 2 de mayo de 1866, que culminó con el retiro de la flota española. Luego solicitó su retiro del servicio y regresó a su tierra natal para dedicarse a la agricultura. 
En 1872 retornó al ejército, a raíz de la rebelión de los coroneles Gutiérrez. El gobierno de Manuel Pardo lo nombró jefe del Batallón Zepita, encargándose él mismo de reprimir una sublevación de sus tropas. En 1874 participó en la represión de la rebelión de Nicolás de Piérola, que se consumó en el combate de Los Ángeles. Ya con el grado de coronel, y reteniendo el mando del Batallón Zepita, fue nombrado Prefecto del Cuzco.
Durante la guerra con Chile, iniciada en 1879, luchó en todas las batallas importantes de dicha contienda: San Francisco, Tarapacá, Tacna, San Juan y Miraflores.  Luego lideró la resistencia en la sierra contra la ocupación chilena, la llamada Campaña de la Breña, de 1881 a 1883. Dominaba el quechua, por lo que tuvo gran influencia sobre la población indígena de su país, a base de la cual formó un ejército regular, apoyado por guerrillas o montoneras. Fue conocido por sus soldados como «Taita Cáceres», mientras que los chilenos le apodaron «El Brujo de los Andes», debido a que solía evadir las maniobras envolventes planeadas con mucho celo por los generales chilenos, y porque actuaba con tanta fluidez que parecía estar presente en todas partes. 
Durante la campaña de la Breña obtuvo el triple triunfo de Pucará, Marcavalle y Concepción, y aunque fue derrotado en Huamachuco, no se rindió y continuó organizando la resistencia desde Ayacucho, alentando a los montoneros a seguir enfrentando al ejército chileno. Formó un nuevo ejército de la Breña en Andahuaylas, desde donde emprendió la persecución del ejército chileno que se batía en retirada de la sierra central. Pero producida la firma de la paz por el Tratado de Ancón, y el consiguiente retiro de las tropas chilenas de suelo peruano, Cáceres dio por terminada la guerra y reconoció el tratado de paz. Debido a su entrega total en la lucha contra el invasor de su patria, es considerado como uno de los tres principales héroes peruanos de la guerra del Pacífico, junto con Miguel Grau y Francisco Bolognesi, aunque, a diferencia de estos, logró sobrevivir.
Después de la guerra, incursionó activamente en la política, fundando su propio partido, el Partido Constitucional. Este partido se caracterizó por ser expresión de la oligarquía nacional y militar representando a los terratenientes y la Iglesia. Se enfrentó al presidente Miguel Iglesias, al que no reconoció como presidente constitucional por haber firmado el tratado de Ancón con Chile con cesión territorial. Se desató así una guerra civil. Una vez más, Cáceres demostró su estrategia militar al poner fuera de juego al ejército principal de Iglesias en la localidad de Huaripampa (sierra central peruana), acción que se conoce como la «huaripampeada» (1884). A continuación atacó Lima, donde sus fuerzas cercaron en el Palacio de Gobierno a Iglesias. Este renunció a la presidencia en 1885, siendo sucedido por un gobierno provisional, el mismo que convocó a elecciones en las que ganó abrumadoramente Cáceres. 
En lo que fue su primer gobierno constitucional, de 1886 a 1890, Cáceres tuvo que llevar adelante la Reconstrucción Nacional, especialmente en el campo de la recuperación económica. Puso fuera de curso el billete fiscal o papel moneda, muy devaluado entonces; creó impuestos nuevos; intentó la descentralización tributaria; y para solucionar el problema de la enorme deuda externa firmó el Contrato Grace por el cual entregó los ferrocarriles a los acreedores. Al finalizar su periodo, impuso como sucesor a su amigo y partidario, el coronel Remigio Morales Bermúdez.
Tras el fallecimiento de Morales Bermúdez, volvió a la presidencia en 1894, en unas cuestionadas elecciones, que provocaron en su contra la formación de la Coalición Nacional, integrada por los demócratas y civilistas, encabezados por Nicolás de Piérola; se desató una sangrienta guerra civil que culminó con el asalto de los coaligados a Lima, ante lo cual Cáceres renunció y partió al exilio, en 1895. En represalia, el nuevo gobierno lo borró del escalafón militar 
Volvió al Perú en 1899, fue readmitido en el ejército y siguió participando en la política, como líder del Partido Constitucional, a lo largo de la llamada República Aristocrática. Apoyó al presidente Augusto Leguía en su ascenso al poder en 1919. Ese mismo año el Congreso lo ascendió a Mariscal, siendo el único militar de la guerra del Pacífico que llegó a ese máximo grado en vida. Retirado en el balneario de Ancón, falleció a la avanzada edad de 86 años, en 1923.

## Nacimiento e infancia
La partida de bautismo de Andrés A. Cáceres está perdida. No obstante, tradicionalmente se acepta que nació el 10 de noviembre de 1836, pues el mismo Cáceres celebraba en esa fecha su cumpleaños, así como también fue la fecha en la que se celebró el centenario de su nacimiento. Como respaldo a ello se señala que es la misma fecha de la festividad de San Andrés Avelino, pues presumiblemente su nombre había sido escogido del santoral; aunque hay que señalar que Cáceres firmaba siempre como Andrés A., de modo que solo es una inferencia que su segundo nombre fuera Avelino. Una investigación realizada por el historiador Jorge Guillermo Leguía, llegó a la conclusión de que Cáceres nació en realidad  el 4 de febrero de 1833, y que su segundo nombre era Alfredo. Dicho historiador afirmaba que esta información le había sido transmitida por Hortensia Cáceres, la hija del héroe, pero su investigación no ha tenido un amplio apoyo. Por lo tanto, prevalece la fecha tradicional del 10 de noviembre de 1836.
Sus padres fueron Domingo Cáceres y Oré, hacendado de Ayacucho, y Justa Dorregaray Cueva, hija del coronel español Demetrio Dorregaray. Por la línea materna estaba emparentado con Catalina Huanca, curaca de Atun Jauja (hoy Jauja, Concepción y Huancayo) y una de las damas más acaudaladas y respetables de los inicios de la colonia; se decía que conocía los sitios donde se hallaban enterrados los fabulosos tesoros del templo de Pachacámac, que los indígenas habían puesto a resguardo de la voracidad de los españoles. Esta leyenda del «tesoro de Catalina Huanca» todavía se mantiene viva.
Cáceres cursó sus estudios escolares en el Colegio San Ramón de su ciudad natal.

## Primeras armas
En 1854, junto con otros jóvenes entusiastas, se sumó a un motín que estalló en Ayacucho en apoyo de la rebelión liberal conducida por el general Ramón Castilla contra el presidente José Rufino Echenique. Poco después, llegó a Ayacucho el ejército rebelde encabezado por el mismo Castilla. Seducido por la personalidad de este caudillo, Cáceres abandonó sus estudios y se enroló en el ejército. Él mismo cuenta este episodio, en una entrevista que dio a un diario de Lima en 1921:

En 1854, acababa de estallar la revolución contra Echenique, provocada por los escándalos de la corrupción del guano. De todos los rincones del país, se sumaban las adhesiones. En Ayacucho, mi tierra natal, don Ángel Cavero, uno de los vecinos del lugar, encabezó el movimiento rodeado de simpatía popular. Muchos jóvenes nos presentamos voluntarios a filas. Yo contaba 19 años, estudiaba en la universidad de Huamanga y era de los más entusiastas. Nos apoderamos de la gendarmería. Luego llegó el ejército rebelde, en donde terminé de enrolarme. Entonces el general Castilla, a quien sin duda caí en gracia, me llamó a su despacho y me dijo: “¿Quiéres seguir la carrera?”, “Sí, señor, es mi mayor deseo”, le contesté con aplomo. Entonces, me respondió, palmeándome la espalda, “serás un buen guerrero”.
Entrevista en el diario La Crónica, 27 de noviembre de 1921, con ocasión del 42 aniversario de la victoria de Tarapacá, durante la Guerra del Pacífico.

Cáceres ingresó como cadete en el batallón Ayacucho, organizado por el general Fermín del Castillo. Luchó en batalla de La Palma, librada en las afueras de Lima, el 5 de enero de 1855, donde resultó herido en un pie. Por su actuación destacada fue ascendido a subteniente. En 1857 ascendió sucesivamente a teniente graduado y teniente efectivo.

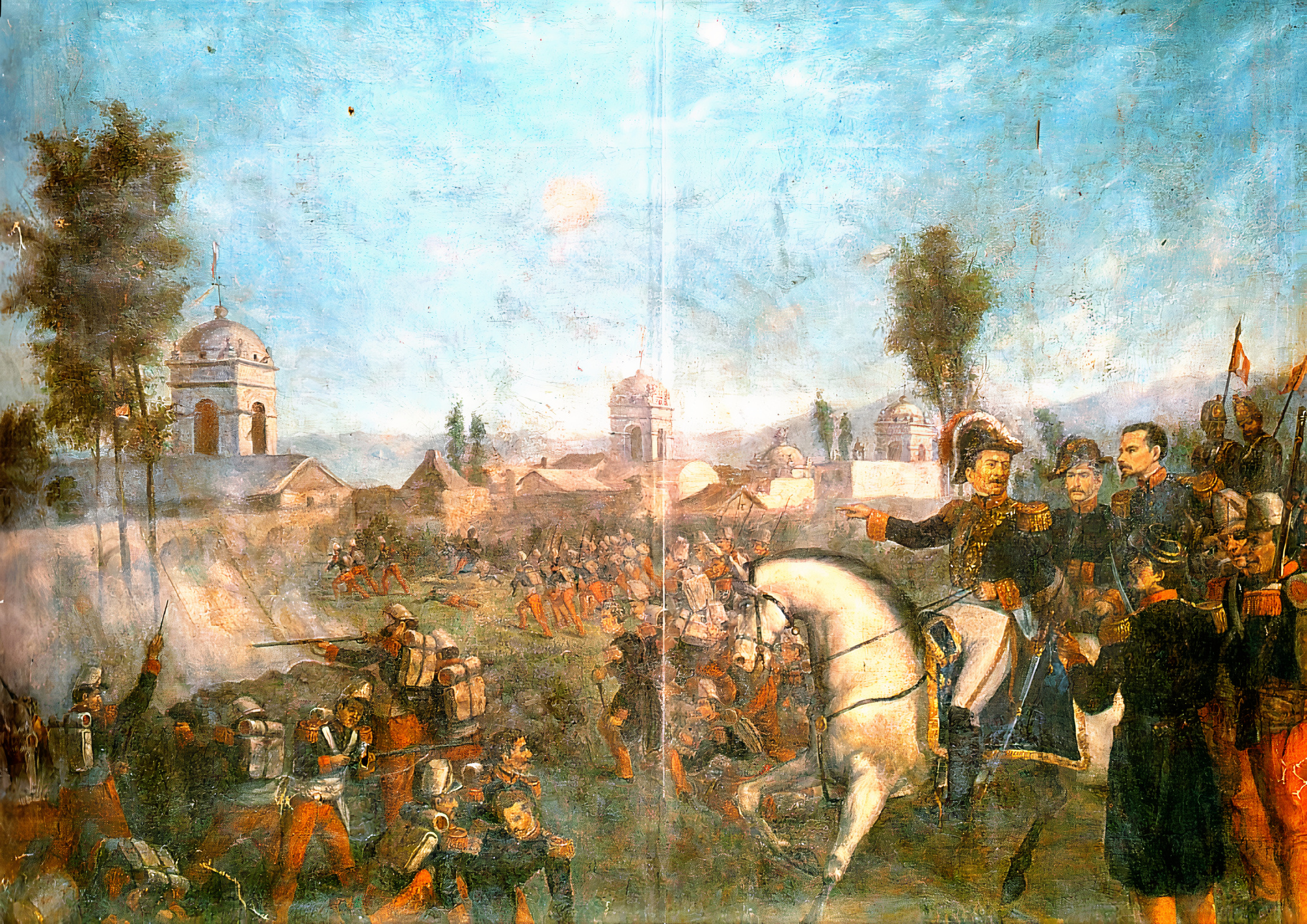
Toma de Arequipa de 6 a 7 de marzo de 1858, donde el entonces teniente Andrés A. Cáceres resultó herido en el rostro.

Entre 1856 y 1858 apoyó activamente al segundo gobierno de Ramón Castilla contra la rebelión de Manuel Ignacio de Vivanco en Arequipa, que derivó en la sangrienta guerra civil. Militaba entonces en la segunda compañía del batallón Ayacucho. Participó en las batallas de Yumina, Bellavista (Arequipa) y en el asalto final de Arequipa, entre el 6 y el 7 de marzo de 1858, por lo que fue ascendido a capitán.  Durante este último combate, fue herido bajo el ojo izquierdo, lo que no comprometió su vista, pero le quedó una cicatriz que le cruzaba el párpado y le encerraba dicho ojo, dándole apariencia de tuerto. A pesar de que aún estaba convaleciente, fue uno de los primeros en marchar a la campaña del Ecuador (1858-1860).
Luego fue enviado a Francia como adjunto a la legación peruana encabezada por Pedro Gálvez Egúsquiza, estancia que aprovechó para someterse a diversos tratamientos médicos. De vuelta al Perú en 1862, integró la plana mayor del batallón Pichincha N.º 3 acantonado en Huancayo, al que organizó sus cuadros de reclutas y se trasladó con ellos a Lima. En 1863 fue ascendido a sargento mayor graduado.

## La guerra contra España
Se hizo conocido por su abierta oposición al gobierno del presidente Juan Antonio Pezet, que había permitido la ocupación de las islas Chincha por la Escuadra Española del Pacífico y firmado el Tratado Vivanco-Pareja, que la ciudadanía peruana consideró claudicante. Por sus críticas fue exiliado a Chile con otros muchos oficiales, pero todos ellos consiguieron regresar al Perú, desembarcando en Mollendo para luego unirse a la Revolución Nacionalista encabezada por el coronel Mariano Ignacio Prado contra el gobierno de Pezet (1865).
Durante la campaña revolucionaria ascendió sucesivamente a mayor efectivo y a teniente coronel graduado, en abril de 1865. Participó en la ocupación de Lima y más tarde, ya con Prado como Dictador, en el combate del Dos de Mayo de 1866 contra la Escuadra Española del Pacífico en el Callao.   Aquí estuvo al mando de 46 hombres y 30 voluntarios en el fuerte Ayacucho, desde el cual puso fuera de combate a las fragatas Villa de Madrid y Berenguela. En el parte respectivo, el coronel José Joaquín Inclán, jefe de las baterías del Norte, destacó su desempeño, calificándolo de «resuelto».
Se casó en Ayacucho en 1867 con Antonia Moreno Leyva, con quien tuvo tres hijas: Lucila Hortensia (1869-siglo XX), Zoila Aurora (1872-1958) y Rosa Amelia (1876-1889).

## Defensor de la legalidad

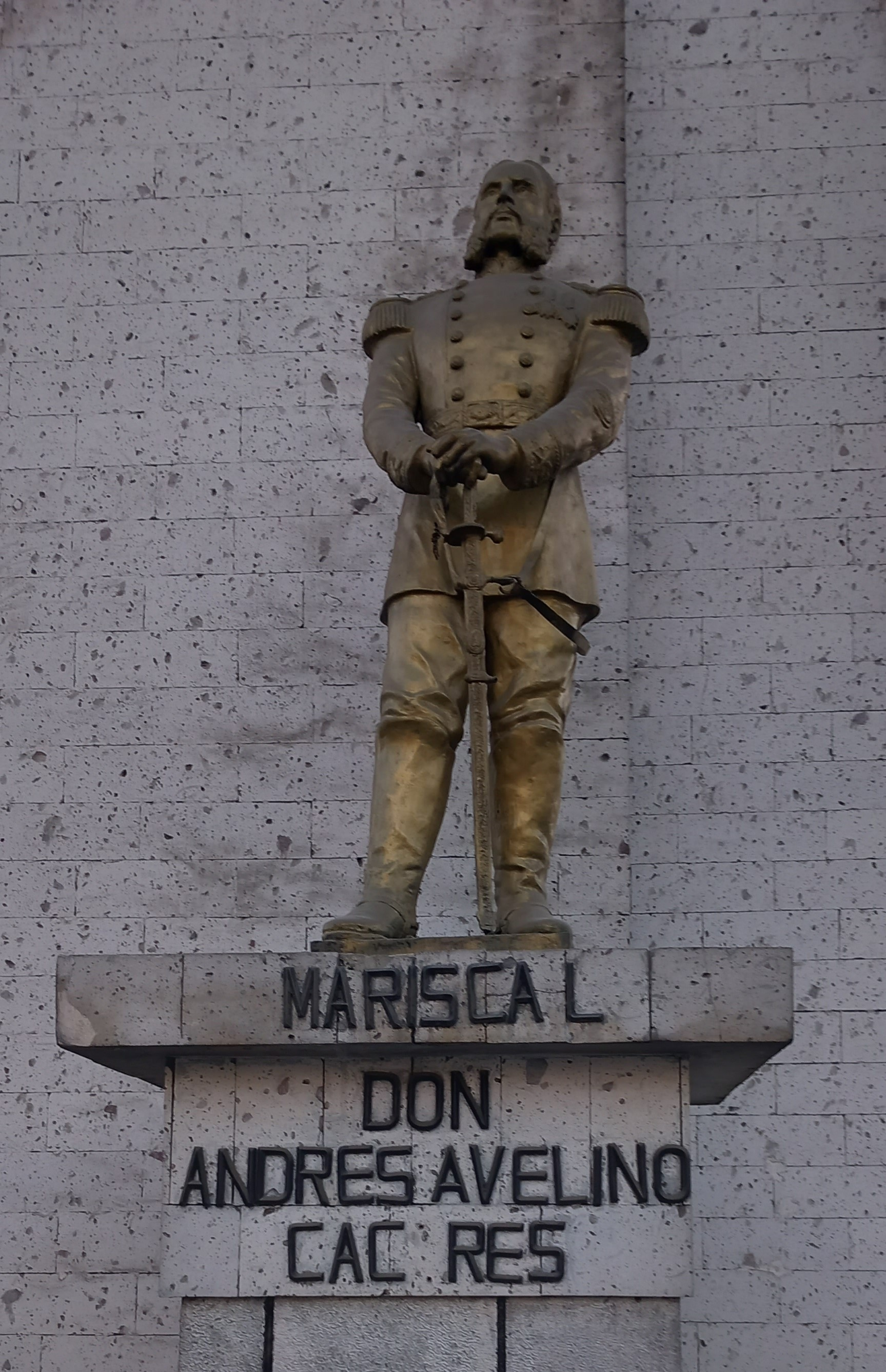
Estatua de Andrés Avelino Cáceres en Arequipa

En 1868 decidió abandonar la carrera militar y regresar a Ayacucho para dedicarse a la agricultura. Pero en 1872 retornó al servicio, para enfrentar a la rebelión del coronel Tomás Gutiérrez contra el presidente José Balta, originado por el descontento de un sector del ejército por la elección de Manuel Pardo y Lavalle, el primer presidente civil del Perú y el fundador del Partido Civil.
Su respaldo al presidente Pardo le ganó la simpatía de los líderes civilistas y fue nombrado subjefe del Batallón Zepita, acuartelado en San Francisco, en Lima. Fue en esta circunstancia cuando alcanzó súbita notoriedad, al reprimir personalmente una rebelión de varios sargentos de su batallón. Durante tres cuartos de hora y al frente de un retén de soldados, se batió a disparos con los amotinados, y él mismo mató de un certero tiro de revólver al cabecilla de la rebelión. Esta actuación le valió su ascenso a teniente coronel efectivo, en noviembre de 1872.
Con el mismo batallón marchó hacia Tarma y Chanchamayo para entrenar a sus soldados en trabajos de colonización. En 1874 fue uno de los encargados de sofocar la revolución de Nicolás de Piérola, que acabó siendo derrotado en la batalla del Alto de Los Ángeles, en Moquegua. Por esta acción fue ascendido a coronel graduado, en 1875.
Reteniendo el mando del Batallón Zepita, asumió la prefectura y la comandancia militar del departamento del Cuzco, cargo que desempeñaba al estallar la guerra con Chile.

## Descripción

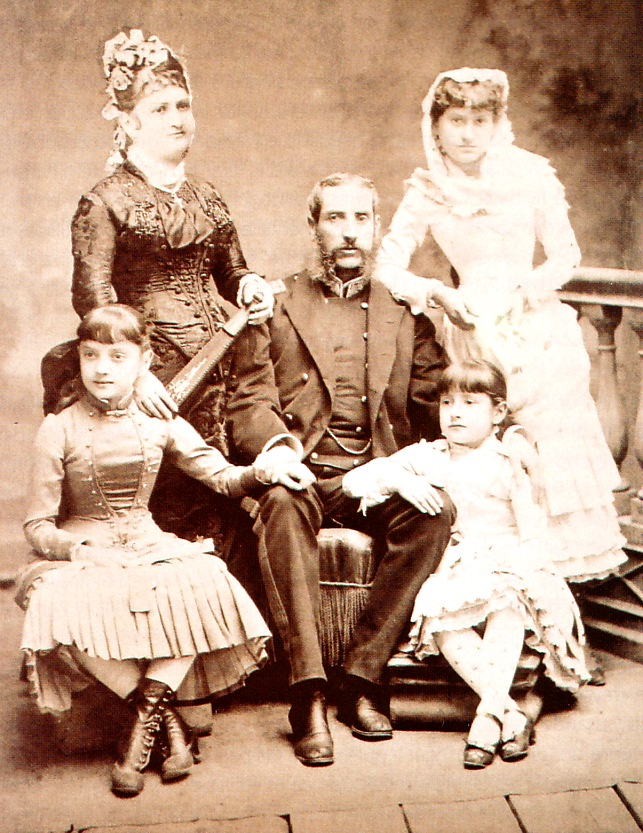
Cáceres, junto a su esposa Antonia Moreno y sus hijas Zoila, Hortensia y Rosa (1886).

El historiador Jorge Basadre hace una descripción de Cáceres:

«Cáceres era alto, delgado, ancho de hombros, de aspecto imponente, de rostro enjuto y blanco, ojos grises y casi negros y una permanente cicatriz en el párpado derecho, cabello castaño, largo, poblado y entrecano y espesas patillas "a la austriaca", pues se afeitaba la barba desde el labio inferior hasta la garganta. Para la guerra en el interior tenía extraordinarias condiciones. Su salud robusta, lograba soportar las incesantes marchas a través de largas distancias por cordilleras, desiertos, quebradas y barrancos, así como las peores privaciones, y por ella llegó a veces a alimentarse con la más extrema frugalidad. Incansable en su actividad, valiente en la lucha, eficaz en el comando, tenaz ante el infortunio, luchó con los chilenos y también con la escasez de recursos, con los rigores de la naturaleza, con la saña de las facciones políticas, no solo en guerra declarada como primero ocurriera con tropas de García Calderón, luego de Piérola, y por último, de Iglesias, sino también en hostilidad aleve, como en el caso de los políticos de Arequipa. Conocía el idioma indígena y con él sabía inspirar devoción y coraje a sus soldados. Solían llevar ellos los sombreros o kepis con funda encarnada y cubrenuca blanca, origen del famoso kepí rojo, más tarde cantado por el poeta Ricardo Rossel.»

## Guerra con Chile

### Campañas del Sur

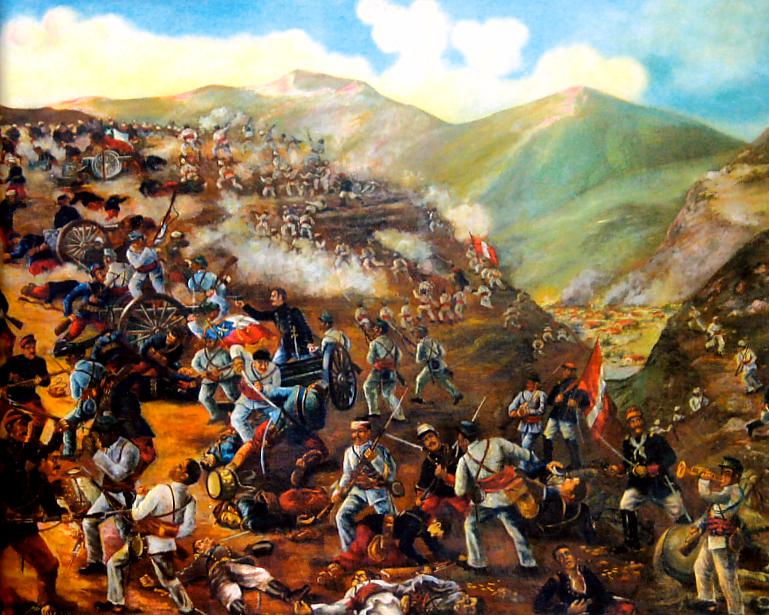
Batalla de Tarapacá. La pintura representa al entonces coronel Cáceres, en el extremo derecho, dirigiendo el ataque a la división del teniente coronel chileno Ricardo Santa Cruz. Óleo de Aguirre Jaramillo, 1926

Tras el comienzo de la guerra del Pacífico el 5 de abril de 1879, Cáceres fue enviado a la cabeza del Batallón Zepita en defensa del Departamento de Tarapacá. Fue nombrado comandante de la 2.ª División del Ejército del Sur y ascendió a coronel efectivo en octubre de 1879.
Luchó contra el ejército chileno en las batallas de San Francisco (19 de noviembre de 1879) y Tarapacá (27 de noviembre de 1879). En esta última, su intervención fue decisiva para sellar la victoria peruana.  En Tarapacá, una aldea situada al pie de la cordillera, se hallaban los restos del ejército peruano desmoralizado tras el revés sufrido en San Francisco, cuando llegó la noticia de que los chilenos coronaban las alturas y se disponían a atacarlos. De inmediato los peruanos se dispusieron a contrarrestar el ataque, destacando la división mandada por Cáceres, que logró subir hasta las alturas donde se atrincheraban los chilenos, lográndoles capturarles varios de sus cañones. Pero Cáceres hizo aún más: resistió el contraataque del enemigo, que venía reforzado con caballería y dos columnas. Cuando se le agotaron las municiones, se proveyó de los pertrechos de los chilenos caídos y emprendió otro ataque, apoyado por otros destacamentos. Hizo retroceder a los chilenos, a quienes no pudo perseguir por no contar con caballería. Tarapacá se constituyó así en un notable triunfo peruano, logrado por los restos de un ejército fatigado y desmoralizado, que no contaba con caballería ni artillería, y que aun así supo batir a un enemigo superior en poder de fuego. El aniversario de esta batalla se convirtió en el Día de la Infantería Peruana.
Pero la victoria de Tarapacá no cambió el curso de la guerra y las tropas peruanas optaron por retirarse al norte, desocupando el departamento de Tarapacá hasta llegar a Tacna. A Cáceres se le confió la vigilancia del litoral situado en las inmediaciones de Ilo. Luego fue trasladado a Tacna, donde el alto mando dispuso una concentración de fuerzas, cooperando en la reorganización del Ejército del Sur del Perú. Dicho ejército fue desplegado alrededor de la ciudad de Tacna con el objetivo de unir fuerzas con el ejército boliviano que era dirigido por el presidente de Bolivia en persona, el general Narciso Campero.
El ejército chileno desembarcó más al norte de Tacna, entre Ilo y Pacocha, sin hallar oposición; desde allí atacaron a las posiciones peruanas. Se libró la batalla del Alto de la Alianza o de Tacna, el 26 de mayo de 1880, donde Cáceres, otra vez al frente de batallón Zepita, tuvo una notable participación. Combatió con tanto ardor y con gran riesgo para su vida que sufrió la pérdida de dos caballos, y cuando la derrota era ya definitiva, reunió a los soldados dispersos y cuidó el orden de la retirada. Propuso reforzar la plaza de Arica, pero el comando dio por terminada la campaña y Cáceres se encaminó a Lima, donde llegó en agosto de 1880 para ayudar en la organización de la defensa de la capital.

### Campaña de Lima

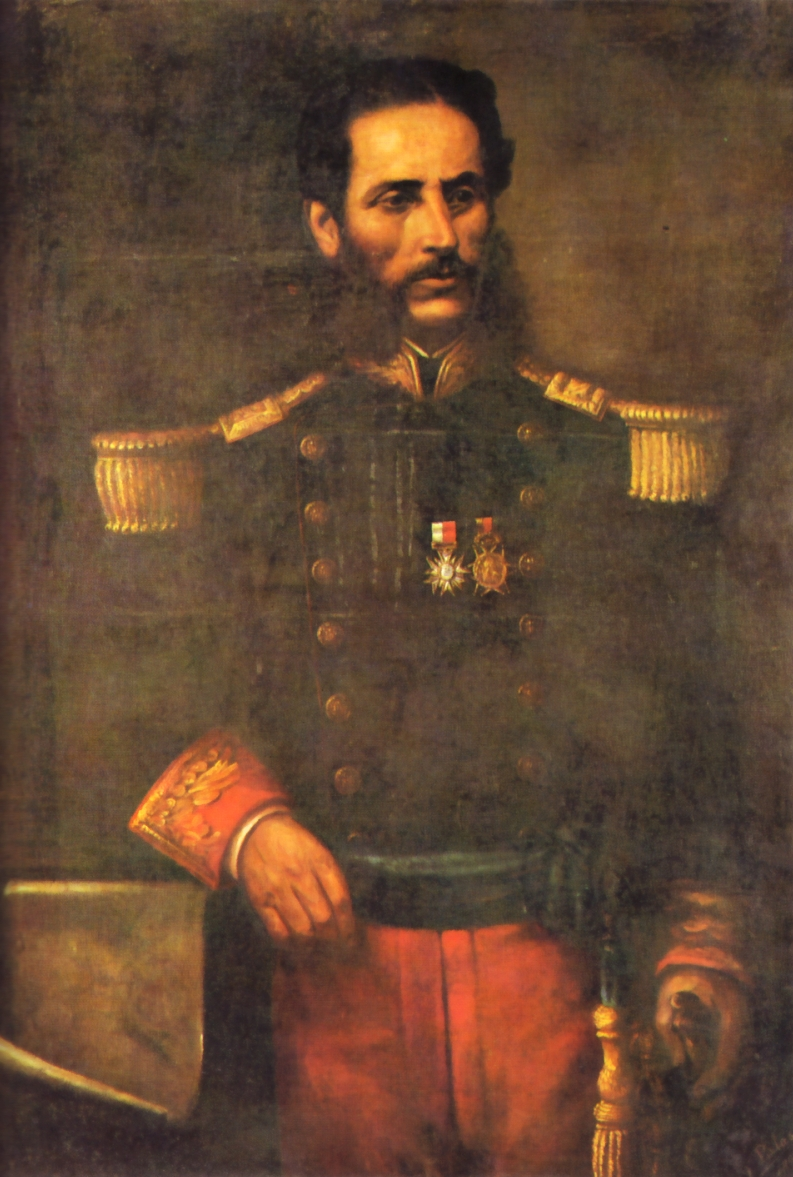
Retrato del general Andrés Avelino Cáceres. Obra del pintor Nicolás Palas, año 1894.

En Lima, Cáceres fue nombrado comandante de la 5.º división de la reserva. Pasó a Huaral para entrenar a sus tropas. Por el camino iba reclutando los restos del ejército peruano junto a civiles que armaba. En octubre de 1880 fue reconocido como coronel efectivo.
El dictador Nicolás de Piérola Villena, quien dio un golpe de Estado al gobierno de Mariano Ignacio Prado Ochoa, preparó la defensa de Lima. Cáceres sostuvo que el desembarco del enemigo ocurriría más seguramente en el sur, pero Piérola, que decía tener información fidedigna al respecto, insistió en que aquello ocurriría en el norte, en el balneario de Ancón, hacia donde mandó un gran contingente de tropas. Tal como lo había prevenido Cáceres, las tropas chilenas desembarcaron en el sur, primero en Pisco, y finalmente en Chilca y Curayacu, zonas prácticamente desguarnecidas. Estaban bajo el mando del general Manuel Baquedano.
Con las tropas chilenas desplegándose por el sur, las fuerzas peruanas, en su mayoría integrada por civiles, esperaron el ataque del enemigo a la capital. Piérola formó en el sur de Lima, dos líneas defensivas extensas: la de San Juan, compuesta por trincheras y que iba desde el Morro Solar hasta Monterrico Chico, y la de Miraflores, que era la línea de reductos, que iba desde Armendáriz hasta el camino a Chosica.
Cáceres participó en las batallas de San Juan el 13 de enero de 1881, donde tuvo a su mando el IV Cuerpo. Tuvo que retirarse a Miraflores luego de haber sufrido fuertes pérdidas. Chorrillos y Barranco fueron incendiados, y según testimonios, parte de la tropa chilena se entregó a la embriaguez y a la reyerta. Esa misma noche Cáceres y César Canevaro insistieron en avanzar hacia Chorrillos, al frente cinco mil o más soldados peruanos, para hacer un ataque sorpresa a los chilenos. Piérola se negó a autorizar esta operación que consideró muy riesgosa. Aunque Cáceres, en sus Memorias, insiste en sostener que se perdió una oportunidad única para infligir al enemigo un grave revés, lo cierto era que, descontando a los soldados chilenos ebrios e indisciplinados (quienes, según cálculos del historiador Carlos Dellepiane, no sobrepasaban el número de dos mil), el grueso del ejército chileno se hallaba a cubierto de una sorpresa.
Dos días después, el ejército chileno venció la línea de Miraflores, donde Cáceres sufrió la perforación del fémur derecho. Acudió al puesto ambulatorio establecido en la calle de San Carlos y luego al ubicado en el colegio de San Pedro, donde fue atendido por el doctor Belisario Sosa. Pronto los chilenos inquirieron sobre su estado de salud, por lo que temió ser capturado, escondiéndose entonces en la celda del padre superior del Convento de San Pedro. El 15 de abril de 1881, todavía convaleciente y con la ayuda de su esposa y algunos amigos, salió de Lima, dirigiéndose hacia Jauja, en la sierra central.

### Cargos políticos
El 26 de abril de 1881, el presidente Piérola lo nombró Jefe Político y Militar de los Departamentos del Centro de la República,  en reemplazo de Juan Martín Echenique. Por su parte, la Asamblea Nacional reunida en Ayacucho lo ascendió a General de Brigada (26 de mayo de 1881), por el heroísmo demostrado en las cinco batallas principales en las que actuó: San Francisco, Tarapacá, Tacna, San Juan y Miraflores.
En julio de 1881 el gobierno de Francisco García-Calderón Landa intentó atraerlo a su servicio ofreciéndole la primera vicepresidencia, pero Cáceres reiteró su adhesión a Piérola. En octubre, Piérola lo nombró ministro de Guerra. En noviembre, los jefes y oficiales de su ejército se rebelaron contra Piérola y le ofrecieron la presidencia de la república, que no quiso aceptar, pues consideró más apropiado respaldar (ahora sí) al presidente García Calderón, que acababa de ser confinado a Chile por negarse a firmar la paz con cesión territorial. En la práctica, su lealtad fue hacia el vicepresidente Lizardo Montero, que asumió el gobierno en reemplazo del presidente deportado. Cáceres se conformó con mantenerse en el cargo de Jefe político y militar de los departamentos del Centro. Por entonces ya había empezado la campaña de la Breña.
La razón del abandono de su adhesión a Piérola se debió a que fue convencido de que con el gobierno de García Calderón/Montero se podría llegar a la paz con Chile a través de la mediación del ministro estadounidense en Lima, general Hurlbut, sin contemplar la cesión territorial. Pero esta expectativa no se cumplió y Piérola llegó incluso a afirmar que la defección de las fuerzas militares de Cáceres en el centro y las de Montero en el sur, hicieron frustrar un supuesto ataque combinado que había planeado con Bolivia para recuperar Tarapacá y Arica, así como otro ataque masivo a Lima. Cáceres, en sus Memorias, negó rotundamente haber sido informado de la existencia de tal plan.
Existe también una carta de Ricardo Palma, firmada con el seudónimo de Hiram y publicada en el diario El Canal de Panamá (11 de enero de 1882), donde dicho escritor llama traidor a Cáceres por pasarse al bando de García Calderón, y propiciar así, según su opinión, el fracaso de los planes de Piérola de contraatacar a los chilenos.
Posteriormente, el Congreso instalado en Arequipa nombró a Cáceres segundo vicepresidente de la República (23 de abril de 1883), en el que nominalmente se mantuvo hasta el fin del gobierno de Montero, poco después de la firma de la paz de Ancón.

### Campaña de la Breña
Con fuerza y mucho carisma, Cáceres pudo levantar a las poblaciones de la cordillera para resistir la invasión chilena, especialmente gracias al apoyo completamente beligerante de la Iglesia peruana, dirigida desde el Convento de Santa Rosa de Ocopa. Estableció como su centro de poder el valle del Mantaro y a Ayacucho como su reserva.
Su ejército, que empezó con unos cuantos oficiales y 16 gendarmes convalecientes en el hospital de Jauja, llegó en su momento máximo a más de 3000 hombres. Sus soldados vestían modestamente aunque con igualdad de trajes; usaban mayormente fusiles Peabody y contaban con algunos cañones venidos a través de Bolivia. Pero carecían de caballería. Fue denominado Ejército del Centro. Era, efectivamente, un ejército orgánico, compuesto, en parte, de veteranos, sirviéndose de los guerrilleros solo como tropas de choque. Buena parte de estos estaban armados de rejones, lanzas y hondas; también eran expertos en el empleo de galgas que hacían rodar desde lo alto de los cerros sobre los pasos estrechos y desfiladeros. No obstante, los chilenos no reconocieron a estas tropas como ejército, calificándolo de guerrillas o montoneras, y por lo tanto, fuera de las formalidades de la guerra.
A lo largo de esta campaña, Cáceres fue apodado «el Brujo de los Andes», apelativo debido a que siempre burlaba las maniobras envolventes planeadas por los oficiales chilenos, y por la forma de dirigir sus ataques, actuando con tanta fluidez que parecía estar presente en todas partes.  Se hacía perseguir por terrenos difíciles hasta alturas insoportables para los adversarios, quienes caían víctimas del soroche; otra argucia que usaba era poner las herraduras de los caballos de forma inversa para despistar al ejército chileno.

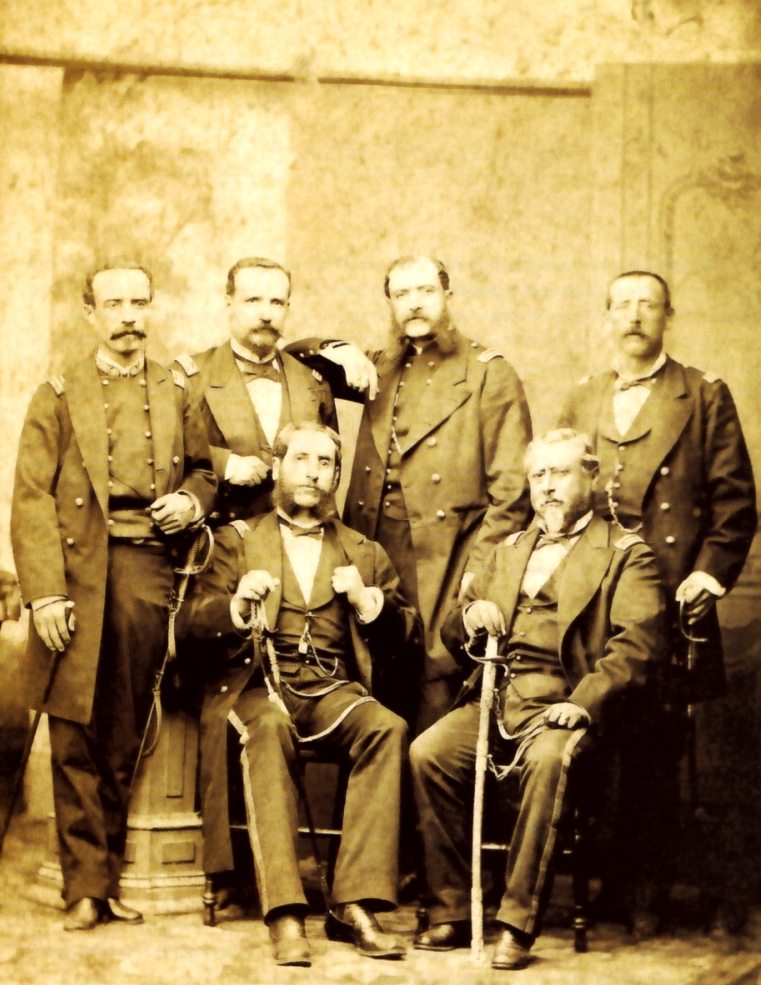
Fotografía captada en el estudio Cosme Rodrigo & Co. hacia 1880, donde se aprecia a Cáceres (primero de la izquierda, sentado) junto a Justo Pastor Dávila. Parados: Carlos Ferreyros, Remigio Morales Bermúdez, Carlos Llosa y Nicanor Ruiz de Somocurcio.

#### Primera expedición contra Cáceres
Los chilenos enviaron contra Cáceres una primera expedición, muy confiados de obtener un triunfo rápido. El encargo fue dado a la División del teniente coronel Ambrosio Letelier, que logró llegar hasta la ciudad de Huancayo, cometiendo exacciones en las poblaciones adonde llegaba. En todo su trayecto, los soldados de Cáceres hostilizaron a estas tropas, logrando, además, arrebatarles el cupo de dinero y víveres que habían obtenido en Huancayo. Ante su impotencia para derrotar a los "breñeros", el contralmirante Patricio Lynch (gobernador chileno de la ocupación) ordenó el regreso a Lima de la División Letelier. Este fue el primer fracaso chileno contra Cáceres.
Letelier demoró en retornar a Lima. En el trayecto destacó a una de las compañías del Regimiento Buín 1.º de Línea en la hacienda Sángrar (en la provincia de Canta y de propiedad de Norberto Vento), con el objeto de reaprovisionarse y descansar. Avisado el coronel peruano Manuel de la Encarnación Vento, que se encontraba en las cercanías, avanzó con sus tropas reforzadas por 50 guerrilleros canteños. Con esta fuerza sorprendió a los chilenos, acorralándolos en la hacienda Sángrar (26 de junio de 1881). Los chilenos se atrincheraron en el edificio de la capilla, dando tenaz resistencia. El resultado de este encarnizado combate de Sangrar fue favorable a los peruanos, que se retiraron rescatando el ganado que había confiscado el enemigo y llevándose dos prisioneros, así como 48 fusiles Comblain y abundantes cartuchos. A Letelier, que durante toda la campaña envió informes telegráficos a Lima sobre sus ficticios triunfos sobre masas de indígenas (que ni el mismo Lynch se los creyó), no le quedó sino apresurar la retirada, cargando con los restos de su maltrecha División. Ya en Lima, fue sometido a juicio por apropiarse de los cupos cobrados indebidamente a las poblaciones. El departamento de Junín quedó momentáneamente libre de chilenos.

#### Segunda expedición contra Cáceres. Pucará, Marcavalle y Concepción
Cáceres estableció su cuartel en Tarma, donde organizó nuevos batallones y se armó con cuatro piezas Krupp de retrocarga. Luego y de forma sucesiva estableció su cuartel en Chicla, Matucana y finalmente en Chosica, muy cerca de Lima, en octubre de 1881. Ante ello, Lynch organizó una segunda expedición, mucho más poderosa que la anterior. La dividió en dos divisiones, una a su propio mando, de 3000 hombres, que avanzaría hacia Canta y atacaría a Cáceres por la retaguardia; la otra, de 1500 hombres, bajo el mando del coronel Pedro Gana, que marcharía vía ferrocarril hacia Chicla, para atacar al adversario frontalmente. Era principios de 1882. Lynch trataba así de ejecutar la clásica maniobra envolvente, pero falló ante la habilidad del jefe peruano, que se retiró, oportunamente, hacia Tarma. Ante esta situación, Lynch decidió volver a Lima, encomendando al coronel Gana la persecución de Cáceres, para lo cual reforzó su destacamento hasta completarlo en 3000 hombres. Gana, por su parte, dejó el mando de la división al coronel Estanislao del Canto, y volvió también a Lima.
De Tarma, Cáceres pasó a Jauja y de allí a Huancayo, donde pasó revista a sus tropas, que sumaban 1300 hombres. Mientras tanto, Del Canto iba a su encuentro. Cáceres optó entonces por retirarse más al interior, pero al avanzar hacia Pucará se encontró con las fuerzas chilenas. Se produjo entonces el Primer Combate de Pucará (5 de febrero de 1882). Si bien inicialmente los chilenos creyeron tener éxito, se encontraron luego con una segunda línea de combate separada de ellos por una quebrada de difícil acceso, donde no podía maniobrar su caballería. Pronto descubrieron una tercera línea de fuego que los atacaba desde una altura dominante. Se produjeron una serie de combates escalonados. Fatigadas sus tropas, Del Canto ordenó la retirada hacia Sapallanga y luego hacia Huancayo, mientras que Cáceres continuó ordenadamente su marcha hacia Ayacucho. Durante el combate, Cáceres, gracias a su guardia personal, se salvó de una arremetida que para matarlo había desplegado un escuadrón de caballería enemiga.
De Pucará, Cáceres marchó por Acostambo, Huancavelica y Acobamba, y de allí a Julcamarca donde una terrible tempestad mermó sus fuerzas considerablemente, quedando reducido a 400 hombres, famélicos y harapientos. No obstante, continuó su marcha hacia Ayacucho. Se enteró de que el coronel Arnaldo Panizo, subordinado suyo, se hallaba cerca de Ayacucho; este militar se había negado a entregarle sus tropas, las cuales sumaban 1700 hombres. A pesar de contar con menos fuerzas, Cáceres atacó a Panizo en Acuchimay, triunfando e incorporando esas tropas a su ejército (22 de febrero de 1882).
En Ayacucho, Cáceres se reorganizó durante algunos meses y logró reunir un ejército de 4000 hombres, con quienes salió nuevamente en campaña, en junio de 1882, rumbo hacia el valle del Mantaro, haciendo previamente movimientos de observación e incentivando a las guerrillas lugareñas a atacar al enemigo. Muchos pueblos de la región se le sumaron alborozados pues la incursión chilena se había hecho odiosa por sus exacerbados abusos y sus demostraciones de racismo hacia el hombre andino.
Cuando estuvo listo, Cáceres preparó un avance sobre las guarniciones chilenas de Marcavalle y Pucará, que se produjo el 9 de julio de 1882. Los peruanos atacaron por tres frentes: por la izquierda Tafur, por el centro Secada y por la derecha el propio Cáceres. Se produjo el segundo combate de Pucará y el combate de Marcavalle. La resistencia chilena solo duró quince minutos; luego entraron en acción los guerrilleros indígenas y los chilenos fueron perseguidos hasta Sapallanga Simultáneamente, entre el 9 y 10 de julio, la guarnición chilena de Concepción (que se hallaba al mando del capitán Ignacio Carrera Pinto), sufrió el ataque de los guerrilleros indígenas de Comas (al mando del coronel Juan Gastó), librándose el combate de Concepción, donde fueron exterminados los chilenos. A todas estas acciones se les conoce globalmente como el triple triunfo de Cáceres en Pucará-Marcavalle-Concepción.
Los chilenos retrocedieron hacia Huancayo, donde se hallaba el grueso de su división, y el día 11 de julio emprendieron la retirada a toda prisa, pasando por Jauja y Tarma, rumbo a Lima. El 19 de julio Cáceres ingresó triunfante en Tarma, cuando ya los chilenos se habían retirado. Coincidentemente, seis días antes, al otro extremo del Perú, los pobladores de Cajamarca se levantaban contra los abusos de una expedición chilena y lo derrotaban en la sangrienta batalla de San Pablo, triunfo peruano que no tuvo mayor significado que el de ser una singular gesta cívica protagonizada por los cajamarquinos, que luego sufrieron una feroz represalia chilena.
Comprendiendo Cáceres que sus enemigos debían retroceder en fuga y cargados de enfermos, ordenó al coronel Tafur que se adelantase para destruir el puente de La Oroya, ya que así quedaría cortado el camino hacia Lima. Pero Tafur no cumplió con la orden dada y Cáceres no pudo acabar con la estropeada División Del Canto, la que logró pasar por el puente de La Oroya en fuga salvadora hacia Lima. De todos modos, la segunda expedición chilena contra Cáceres había fracasado rotundamente: el número de bajas chilenas llegó a casi el 20% de la división, sin contar los enfermos e inutilizados. Muchos breñeros exhibían con orgullo las cabezas y restos mutilados de los soldados chilenos. Por segunda vez, el departamento de Junín quedó libre de invasores chilenos.
Por entonces, los chilenos presionaban al presidente García Calderón (entonces confinado en Chile) a que firmara la paz con cesión territorial. Las mismas presiones sufría el contralmirante Lizardo Montero, el vicepresidente establecido en Arequipa. Ambos mandatarios rechazaron tales exigencias, pero sucedió entonces el llamado Grito de Montán, el 31 de agosto de 1882, proclamado por el general peruano Miguel Iglesias, jefe de las tropas del norte, quien consideraba necesario firmar ya la paz, incluso con cesión territorial, antes que los chilenos continuaran destruyendo lo poco valioso que quedaba en el Perú. Cáceres rechazó tal planteamiento y anunció su voluntad de continuar la lucha.

#### Tercera expedición contra Cáceres. Huamachuco
Los chilenos, viendo en Cáceres un obstáculo para finalizar la guerra, en abril de 1883 organizaron una tercera expedición contra el ejército de la Breña, esta vez mucho más poderosa que las anteriores, que reunía a 12 000 soldados, que mezclaban a veteranos con reclutas de los nuevos batallones enviados del sur, pero mejor equipados. Así, sobre Canta marchó la División León García con 2000 hombres; al mismo tiempo la División Del Canto se adelantó sobre Sisicaya con 1500 soldados; luego, la División Urriola con 3000 regulares se dirigió por el valle del Rímac; la División Gorostiaga caminó hacia Cajamarca con 2600 hombres; y finalmente, rumbo a Huaraz se dirigió la División Arriagada compuesta de 3000 soldados.
Mientras tanto, Cáceres decidió movilizarse hacia el norte para reforzar su posición y además para debilitar a Iglesias. El 1 de junio de 1883 llegó a Huánuco. Luego, atravesó el Callejón de Huaylas, cruzó la Cordillera Blanca, por un abra de 4800 m s. n. m., subiendo después de la laguna de Llanganuco; de bajada, Vaquería, Seccha, Acobamba y llegó a Pomabamba, con dirección Norte hasta Huamachuco.

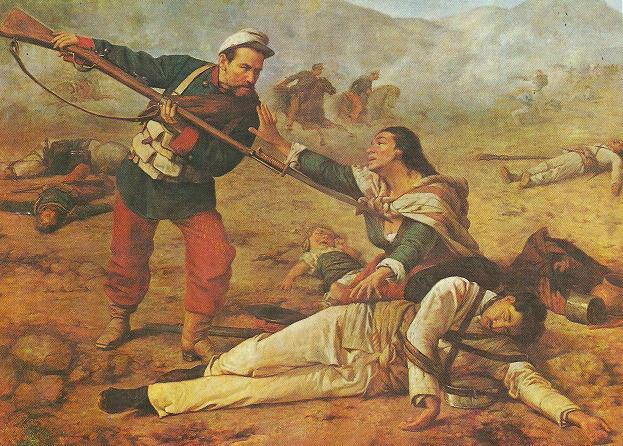
Después de la batalla de Huamachuco, los chilenos procedieron a realizar "El Repase" (ultimación) de heridos y el fusilamiento de prisioneros peruanos. Pintura de Ramón Múñiz conservada en el museo del Real Felipe, Callao.

El 10 de julio de 1883, las fuerzas de Cáceres se enfrentaron a la división chilena del coronel Alejandro Gorostiaga en la batalla de Huamachuco. El ejército de Cáceres se dividía en dos: el Ejército del Centro, comandado por el coronel Francisco de Paula Secada, y el Destacamento del Norte, comandado por el coronel Isaac Recavarren. Según la versión oficial chilena, las tropas peruanas ascendían a unos 3800 hombres, mientras que las fuerzas de Gorostiaga no pasaban de 1500 a 1600, la mayoría reclutas. Según la versión de Cáceres, las fuerzas de los chilenos sumaban de 2000 a 2200 hombres, mientras que las tropas peruanas no pasaban de 2000, habiendo sido mermadas considerablemente con las deserciones, la larga marcha y las enfermedades. Los chilenos se parapetaron en el cerro Sazón, mientras que Cáceres ocupó la altura del Cuyurga y de otros cerros situados frente al Sazón; ambas posiciones se hallaban separadas por la pampa de Purrubamba. La batalla empezó muy de mañana, cuando dos compañías chilenas bajaron del Sazón y avanzaron por la pampa hasta llegar al pie del Cuyurga, siendo rechazados por los peruanos; una y otra vez el avance de los chilenos se repitió infructuosamente, generalizándose así la lucha, mientras se producía un cañoneo de una a otra altura. Cuatro horas después, las huestes de Cáceres eran dueñas de la pampa y se hallaban al pie de las pendientes del Sazón. Cáceres ordenó entonces bajar la artillería a la llanura para atacar con ella al desmoralizado enemigo y precipitar su desbande; la victoria parecía inminente, pero fue entonces cuando a los soldados peruanos se les acabaron las municiones, a lo que se sumaba la falta de bayonetas, indispensable para la lucha de cuerpo a cuerpo. Los chilenos aprovecharon esta situación e iniciaron un contraataque a bayoneta, apoyados por su caballería, la cual desbarató el transporte de las piezas de artillería. Luego de cinco horas y media de lucha, Cáceres fue derrotado.
En las semanas posteriores, la resistencia en la sierra central prosiguió. El 8 de agosto de 1883, los montoneros, dirigidos por el soldado indígena Aparicio Pomares, derrotaron a los chilenos en el cerro Jactay y liberaron Huánuco. En septiembre, los iquichanos se levantaron en Huanta (localidad de Ayacucho) contra la ocupación chilena y castigaron a los colaboracionistas.

#### Cuarta expedición contra Cáceres
Si bien se ha dicho que Huamachuco significó el fin de la guerra, lo cierto es que Cáceres no se dio por vencido y marchó hacia Ayacucho, dispuesto a organizar un nuevo Ejército de la Breña.
Desde Huancayo, el comando chileno envió contra Cáceres una cuarta expedición, bajo el mando del coronel Martiniano Urriola, quien en su marcha hacia Ayacucho fue atacado incesantemente por las guerrillas huantinas, motivando bárbaras represalias de parte del jefe chileno. Era el mes de septiembre de 1883. Urriola entró por fin en Ayacucho el 1 de octubre, mientras Cáceres se retiraba a Andahuaylas  para organizar su nuevo ejército.
Ante el peligro de no poder conseguir víveres, en noviembre Urriola retornó a Huancayo; en el trayecto volvió a sufrir el acoso de los guerrilleros ayacuchanos. Por su parte, Cáceres salió de Andahuaylas al frente de su nuevo ejército y emprendió la persecución de Urriola, pasando por Ayacucho y Huancavelica, hasta llegar a Tarmatambo, en Junín.
En Tarmatambo, Cáceres supo que la paz con Chile ya era un hecho consumado: el gobierno peruano encabezado por Miguel Iglesias había firmado el Tratado de Ancón el 20 de octubre del mismo año, reconociendo la derrota y dando por terminada la guerra con Chile, con cesión territorial. Los chilenos recibieron la orden de abandonar la sierra central y replegarse a Lima. Cáceres se negó a reconocer el tratado y persistió en su resistencia, justificando su actitud de esta manera:

Cuando se ha pasado por Tarapacá y por Huamachuco no se puede retroceder sin mengua y no quiero profanar con mis plantas en ese extraño retroceso las cenizas de tantas víctimas augustas ni empañar con una monstruosa deserción las glorias que he podido conquistar para mi patria en sus desgracias.

Cáceres estableció su cuartel general en Huancayo; su esperanza radicaba en el llamado Ejército del Sur, estacionado en Arequipa y bajo el mando de Lizardo Montero. Pero dicho ejército se disolvió sin disparar un tiro y fue entonces cuando Cáceres vio perdida toda posibilidad de ganar la guerra.
Aun así, Cáceres mantuvo por algún tiempo su cuartel en Huancayo, sin que los chilenos se arriesgaran a invadir de nuevo la sierra. Patricio Lynch envió a su secretario, el doctor Armstrong, como delegado para instar a Cáceres a un arreglo, a base de que reconociese el Tratado de Ancón, a lo cual el general peruano respondió:

El gobierno chileno ha conseguido todo lo que ha querido; ahora debe retirar sus tropas para dejar libre al Perú, a no ser que pretenda dominarlo con la fuerza, lo cual no conseguirá, salvo el caso de que convierta al país en un cementerio; pues mientras me quede un hombre con su rejón flameará en alguna puna el pabellón nacional y continuaré luchando.

#### Cáceres da por concluida la guerra
Solo después de la total repatriación de las fuerzas chilenas y ante los hechos consumados, fue que Cáceres se vio obligado a reconocer el tratado de Ancón, pues consideró que era necesario iniciar de una vez la reconstrucción del país (6 de junio de 1884).
Pero no reconoció al gobierno firmante de la paz, es decir, el gobierno de Miguel Iglesias, y se propuso desalojarlo del poder.

## La guerra civil de 1884-1885

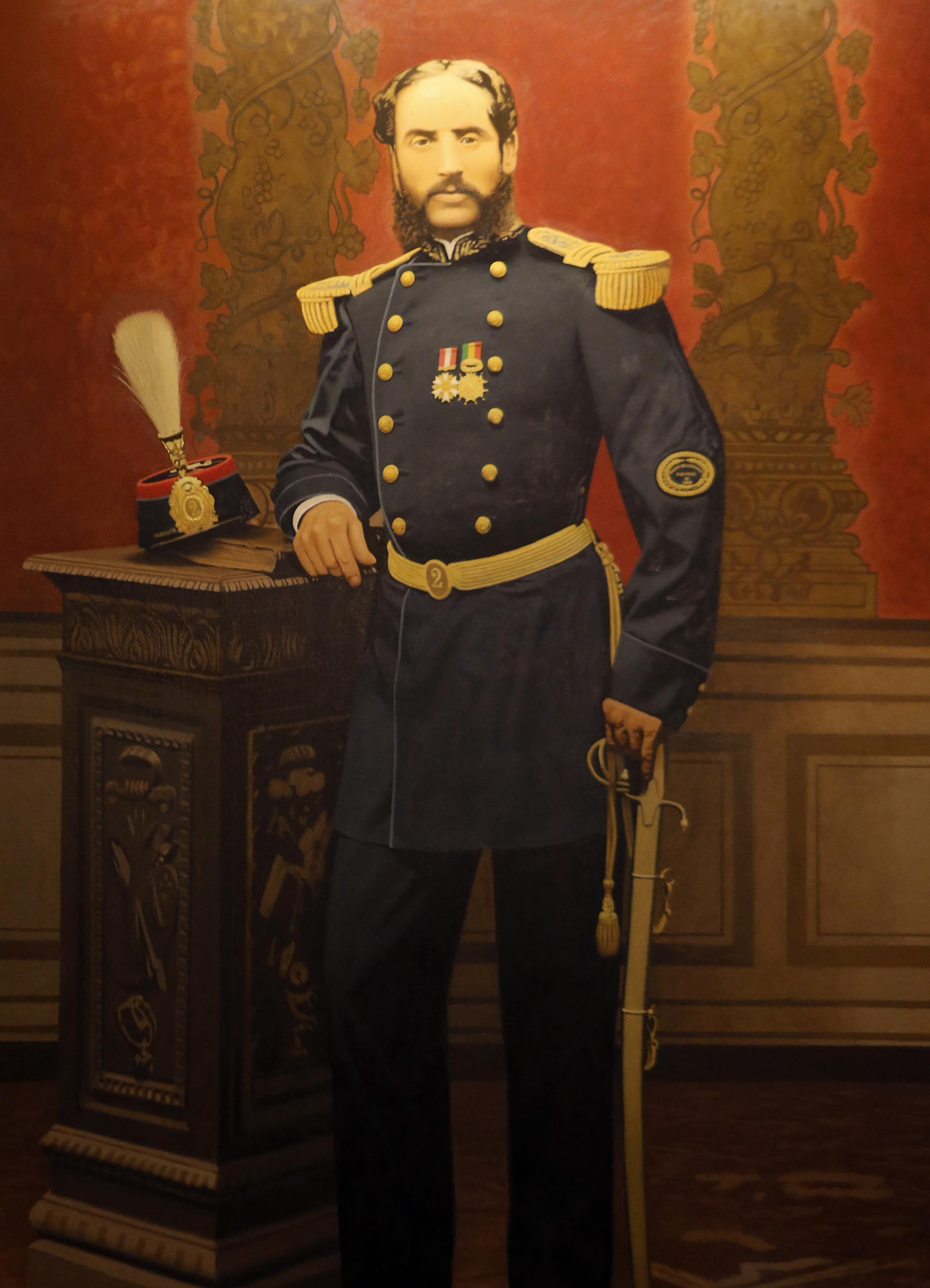
óleo del Andrés Avelino Cáceres Dorregaray, úbicado en el Cuartel General del Ejército en San Borja.

La oposición de Cáceres al gobierno de Iglesias originó una guerra civil, ante la consternación mundial que no entendía que eso pudiera ocurrir tras el fin de una guerra internacional tan larga y devastadora. Los partidarios de Cáceres se llamaban los «rojos» y los de Iglesias los «azules» por el color del gorro o quepí militar.
En una primera fase, Cáceres atacó Lima, el 27 de agosto de 1884, pero fue rechazado. Se retiró entonces hacia el interior y reorganizó sus fuerzas. Las fuerzas gobiernistas, confiadas en su superioridad, partieron a combatirle. Entonces Cáceres sacó a relucir sus dotes de estratega y mediante una maniobra militar conocida como la «huaripampeada», engañó a las fuerzas de Iglesias atrayéndolas hacia las vecindades de Jauja (sierra central) y dejándolas allí aisladas, mientras él y sus fuerzas marchaban a Lima.
Iglesias fue cercado en Palacio de Gobierno; viendo que el descontento hacia su gobierno era generalizado, renunció el poder el 3 de diciembre de 1885 y pasó al exilio. Se hizo cargo del poder el Consejo de Ministros, presidido por Antonio Arenas Merino, quien se encargó de convocar a elecciones generales.

## Elecciones presidenciales de 1886
A los tres días de instalado el Consejo de Ministros, se ordenó la realización de elecciones populares. La postulación de Cáceres a la presidencia fue hecha por su partido, el Constitucional, tras el cual se ocultó el Partido Civil, el partido de la oligarquía. Y es que esta, al no poder tomar directamente el poder, tuvo que secundar a un caudillo militar para conquistarlo. La candidatura de Cáceres no tuvo rivales; solo el Partido Demócrata de Piérola formó la oposición, aunque sin lanzar candidatos. La elección de Cáceres fue pues inevitable.

## Primer gobierno (1886-1890)

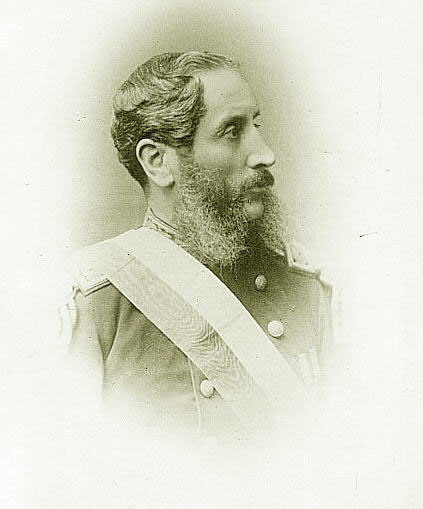
Mariscal Andrés A. Cáceres. Fotografía del Museo de Historia Militar del Perú, Castillo del real Felipe, Callao.

Cáceres asumió el mando el 3 de junio de 1886. Su mandato (de cuatro años, según la Constitución de 1860) significó la liquidación de la situación caótica originada por la guerra y a la vez el restablecimiento de la paz interna. Fue entonces cuando se sentaron las bases de la Reconstrucción Nacional.

### Aspecto político
En lo que respecta a la política interna, Cáceres gobernó con el apoyo de su partido, el Constitucional (integrado por sus amigos y partidarios), así como del Partido Civil. El Partido Demócrata, liderado por Nicolás de Piérola, no lo apoyó, pero tampoco le hizo oposición, porque consideraba que la nación necesitaba paz para la reconstrucción. Una característica de este régimen fue la inestabilidad ministerial (hubo en total diez consejos de ministros) debido a la amenaza de censura aplicada destempladamente por una minoría parlamentaria, de tendencia liberal, que también obstruyó por mucho tiempo la aprobación de importantes medidas, como la firma del Contrato Grace, por lo que acabó siendo expulsada del parlamento y reemplazada.
Un acontecimiento importante fue el discurso de Manuel González Prada en el Teatro Politeama en 1888, en el que se criticaba ferozmente al pasado republicano y a sus líderes, entre ellos Cáceres, así como un acentuado antichilenismo. Una frase de este discurso se ha mantenido en la memoria de los peruanos: «¡Los viejos a la tumba, los jóvenes a la obra!». González Prada fundó el partido Unión Nacional, que se constituyó en la extrema izquierda del espectro político de entonces.
Punto trágico de este gobierno fue el sometimiento de las guerrillas campesinas indígenas en armas desde la guerra con Chile, y que se oponían a volver al control de los terratenientes blancos. Cáceres envió contra ellos a las tropas del nuevo ejército peruano, los cuales derrotaron a los rebeldes, los mismos que poco antes habían luchado al lado de Cáceres en la Breña.
Se sabe también que Cáceres, a poco de haber asumido el poder, recibió en Lima a Pedro Pablo Atusparia, el líder de la rebelión de Huaraz, la misma que fuera sangrientamente sofocada en 1885. Un periódico limeño cuenta que, durante dicha entrevista, el líder indígena pidió a Cáceres tierra, escuelas y mejor trato para su pueblo. De regreso a Huaraz, Atusparia fue acusado de traición por su gente y falleció en circunstancias misteriosas, en 1887. Una versión afirma que fue envenenado durante un banquete al que había asistido por invitación de otros alcaldes indígenas.

### Aspecto económico
En el aspecto económico, los problemas más urgentes eran los siguientes:
- La existencia de grandes cantidades de billete fiscal o papel moneda emitido desde 1878 con la garantía del Estado y que por entonces estaban muy devaluados.
- La falta de recursos para cubrir las necesidades de la Nación.
- Una crecida deuda externa que mantenía al Perú con falta de crédito en el extranjero.

El gobierno de Cáceres encaró este problema de la siguiente manera:
- Desaparición del billete fiscal.- En 1884 el billete fiscal en circulación ascendía a más de 120 millones en soles e incas; este billete se hallaba enormemente devaluado. En 1886, el primer año del gobierno de Cáceres, reapareció la moneda metálica de plata, aunque se mantuvo el curso del billete fiscal cuya conversión en metálico se dispuso; para entonces un sol plata equivalía a 21.8 soles en billetes. Una de las medidas fue autorizar que hasta un 20 % del impuesto de aduanas fueran pagados en billetes, lo que solo estimuló la ola especulativa. Mientras tanto, el billete se fue depreciando mucho más; a fines de 1887 un sol plata valía de 28 a 35 soles en billetes. Vista la desconfianza general, a principios de 1888 el gobierno ordenó que todas las oficinas públicas recibieran entradas solo en metálico. Los billetes fiscales dejaron así de circular oficialmente y en 1889 se permitió que fueran canjeados con títulos de la deuda pública interna, medida que solo benefició a los grandes especuladores, mas no a la gran masa de la población que de un momento a otro se vio en posesión de billetes que ya no valían nada.[61]
- Reorganización hacendaria.- Anteriormente, los ingresos del Estado provenían mayormente del guano y el salitre, pero el Perú ya no contaba con esas riquezas o bien se habían reducido a su mínima expresión. Las rentas de las aduanas se convirtieron entonces en la principal fuente de recursos. Para hacer frente a los gastos del presupuesto, la política económica se enfocó en reducir gastos y crear nuevos impuestos. Los egresos de la Nación se redujeron a seis millones y medio de soles, igualando a los gastos. Se crearon los impuestos al consumo del alcohol y el tabaco, el estanco del opio y el impuesto del papel sellado.[62]
- Descentralización fiscal.- Para una mejor recaudación e inversión de las rentas del Estado, se estableció la descentralización fiscal. Consistía en dividir dichas rentas en generales, para los gastos del Estado; y en departamentales, para cubrir las necesidades de cada departamento. Para esto último se crearon las Juntas Departamentales, integradas por representantes del gobierno y de las municipalidades, y que debían recaudar y administrar las rentas del respectivo departamento. Sin embargo, los resultados de esta descentralización no respondieron a las expectativas del gobierno. Uno de los impuestos que generaron más descontento en la población andina fue el de la contribución personal, que recordaba al tributo indígena colonial abolido por Ramón Castilla en 1855.[63]

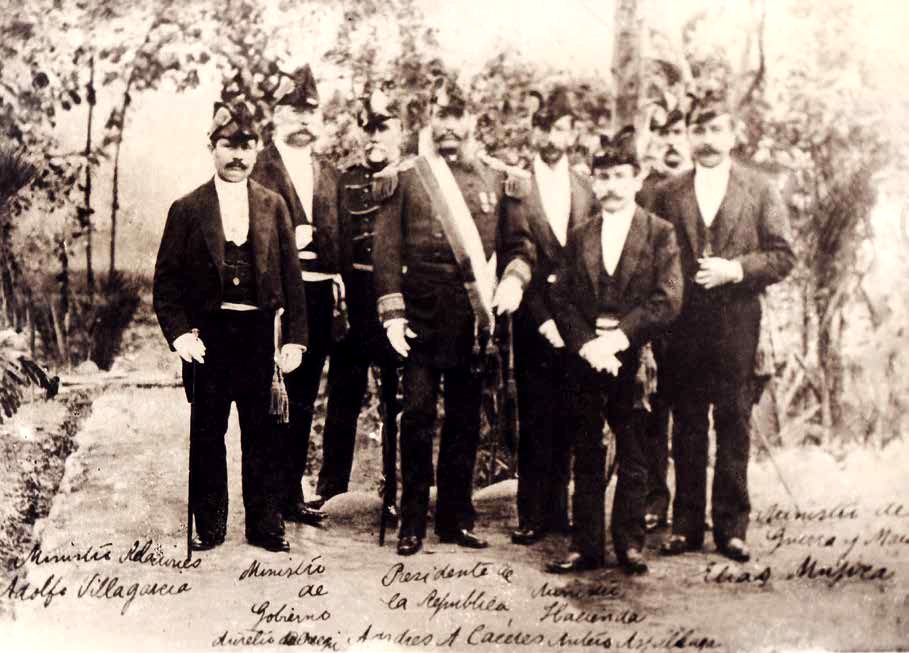
El presidente Cáceres y su gabinete ministerial.
De izquierda a derecha, se ve a los ministros Adolfo Villagarcía (Justicia), Aurelio Denegri (pdte. de Consejos de ministros y ministro de Gobierno), un personaje no identificado, el presidente Cáceres, Ántero Aspíllaga (Hacienda), Isaac Alzamora (RR.EE.), otro personaje no identificado, y Elías Mujica (Guerra y Marina). Año 1888.

- Cancelación de la deuda externa. El Contrato Grace.- Después de la guerra con Chile, el Perú quedó con una cuantiosa deuda externa proveniente de los empréstitos de 1869, 1870 y 1872, que ascendía a la enorme suma de 51 millones de libras esterlinas, lo cual era imposible de pagar. Los acreedores amenazaban con requisar al Perú sus exportaciones, si es que no se avenía a transar un acuerdo. Por otro lado, el estado de deterioro de los ferrocarriles y la necesidad de fuertes capitales para restaurarlos y construir otros era de suma urgencia. A fines de 1886, el irlandés Michael P. Grace, en nombre de los acreedores extranjeros reunidos en un Comité Inglés de Tenedores de Bonos de la Deuda Externa del Perú, presentó al gobierno de Cáceres el proyecto de un convenio para cancelar la deuda. La propuesta era que el Estado peruano cediera a los acreedores toda su maquinaria ferroviaria y las vías férreas, así como la entrega de tres millones de toneladas de guano (que al final se redujeron a dos), la cesión de dos millones de hectáreas en la selva central, el libre uso de los muelles a los que llegaban los ferrocarriles, incluida la libre navegación por el lago Titicaca, y 33 anualidades de 80 000 libras esterlinas. Lo primero que podría parecer desventajoso para el interés de la nación peruana era la entrega de los ferrocarriles, pero al estar estos inconclusos o deteriorados, la idea se tornaba viable, pues los acreedores se comprometían a ponerlos en servicio, así como ampliar algunas líneas, para lo cual realizarían las inversiones necesarias. No obstante, hubo un amplio debate en el Perú si era pertinente aceptar el contrato, y en el Congreso se fue prorrogando su aprobación, hasta que el gobierno hizo vacar a los congresistas recalcitrantes y nombrar a otros, logrando así la aprobación en octubre de 1889. Los bonistas ingleses crearon la compañía The Peruvian Corporation para la explotación de los ferrocarriles durante 66 años, según lo estipulado en el contrato. Además, se comprometían a concluir los tramos ferroviarios de Chicla-La Oroya (ferrocarril central) y Juliaca-Santa Rosa (ferrocarril del sur), y a construir 70 kilómetros más de cualquier otro ferrocarril.[64][65]

### Aspecto internacional
- En 1887 la República del Ecuador quiso nuevamente ceder, como pago a sus acreedores británicos, grandes extensiones de tierras en la Amazonía que disputaba entonces al Perú. La diplomacia peruana logró detener ese proyecto y firmó con dicho país, el 1 de agosto de 1887, un convenio por el cual la cuestión de límites sería sometida al arbitraje del Rey de España. En 1889, el comisionado especial del Perú en España, José Pardo y Barreda, presentó al Rey español el Alegato del Perú, notable estudio jurídico de la cuestión que desde entonces fue el baluarte de la defensa peruana en ese pleito de límites. Pero representantes del gobierno de Cáceres quisieron resolver de manera directa el asunto y suscribieron con el gobierno ecuatoriano en Quito el Tratado García-Herrera (2 de mayo de 1890), por el cual el Perú cedía Tumbes y una gran parte de Maynas al Ecuador. El Congreso ecuatoriano se apresuró a aprobar dicho tratado, pero el Congreso peruano, bajo presión de los representantes amazónicos, puso como condición hacer modificaciones en la línea trazada, lo que no fue aceptado por el Ecuador. La solución del diferendo continuó entonces bajo el arbitraje de la Corona española.[66]
- El Perú participó en un Congreso de Representantes Americanos que se reunió en Washington el que, como culminación de sus actividades, firmó un Tratado de Arbitraje, que se consagró como principio del derecho internacional. Se realizó también en Lima un Congreso Sanitario.[67]

### Origen del problema de La Brea y Pariñas
El problema de la explotación del petróleo en el yacimiento de La Brea y Pariñas, y que demandó la atención de casi todos los gobiernos peruanos hasta los años 1960, se originó inmediatamente después de la guerra con Chile, cuando se discutía el Contrato Grace. Dicho yacimiento pertenecía entonces a Genaro Elguero, y en la medición que se hizo en 1888 para el pago del impuesto correspondiente, se determinó erróneamente que solo abarcaba 10 pertenencias, determinándose el impuesto en solo 150 soles al semestre (15 soles por pertenencia). En 1890 el yacimiento pasó en arrendamiento a la empresa angloestadounidense London Pacific Petroleum Co., por 99 años, operándose de esta manera la penetración del capitalismo inglés en la naciente industria petrolífera.

### Otras obras y hechos importantes

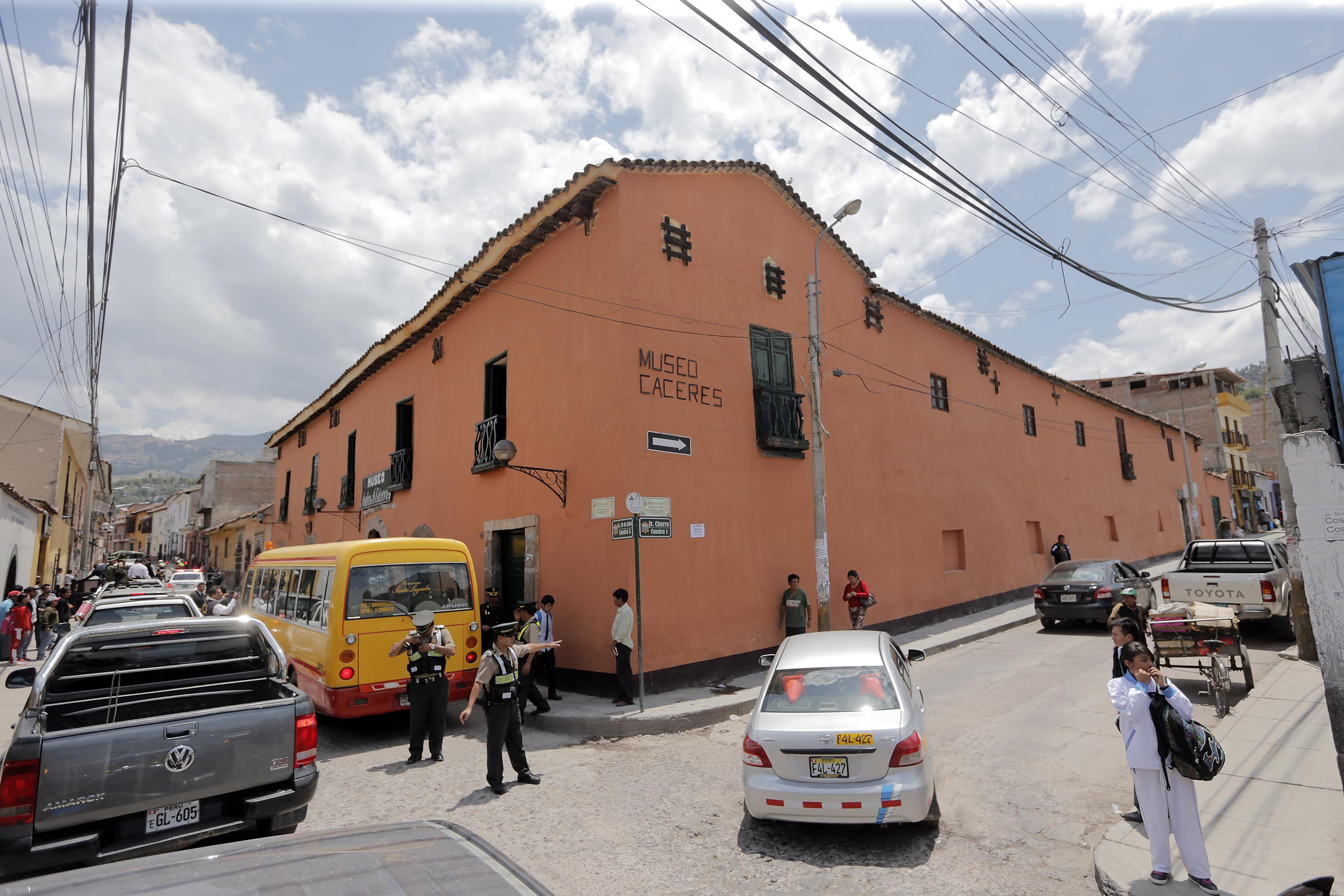
Museo Cáceres en Ayacucho.

- Se dio el Reglamento General de Instrucción Pública (1886), que estableció nominalmente la obligatoriedad de la educación primaria, que siguió bajo los auspicios de los consejos municipales.[69]
- Se crearon Escuelas Talleres (artesanales) en las capitales de departamentos.[70]
- Se reorganizó el ejército y se reabrió la Escuela Militar y la Escuela de Clases (1889).[71]
- Llegó a las costas peruanas la cañonera Lima, de 1790 toneladas, uno de los dos navíos de guerra mandados a construir por el gobierno peruano en Kiel en 1880. Fue la primera unidad de la nueva escuadra del Perú, que renacía tras el descalabro de la guerra. La otra cañonera gemela tuvo que ser cedida a los constructores en pago de deudas existentes.[71]
- Se fundó en Lima el Banco Italiano en 1889 con aporte de capitales de la colonia italiana, institución que ha llegado hasta nuestros días con el nombre de Banco de Crédito del Perú.[72]
- Se fundó la Fábrica Nacional de Tejidos Santa Catalina, en la actual avenida Grau (1889). La fábrica de tejidos de Vitarte fue adquirida por compañía la inglesa Peruvian Cotton (1890), con lo que dicha industria adquirió un gran impulso.[73]
- Se importaron las primeras bicicletas (1889).[74]
- Se creó la Sociedad Geográfica de Lima (1888), entidad encargada de estimular el conocimiento de la geografía nacional en sus más variadas manifestaciones.[75]
- Se suprimió el Tribunal del Consulado de Lima (1887) y se creó la Cámara de Comercio de Lima (1888).[76]
- Se inauguró el alumbrado eléctrico en el Centro de Lima (16 de mayo de 1886), a cargo de la Empresa Peruvian Electric Constructión and Supply Company. Se instaló en la Plaza de Armas y se extendió a las calles aledañas.[77][78]
- En 1888 se instaló el servicio telefónico en Lima, que luego se extendió al Callao.[79][78]
- Se inauguró en 1889 el muelle del puerto de Salaverry, en el departamento de La Libertad.[80]
- La explotación del petróleo, a cargo de capitales ingleses, tuvo un desarrollo importante en el norte del Perú. Se instaló en Talara la London Pacífic Petroleum Company para explotar los pozos de La Brea y Pariñas (1890). En el campo petrolífero de Zorritos, había nueve pozos que daban 250 000 a 300 000 litros de petróleo diarios, hacia 1890. Se obtenía también keroseno, que era de buena calidad.[68][81]
- En julio de 1890 llegaron numerosos restos de los héroes peruanos caídos en las acciones de Angamos, Pisagua, San Francisco, Tarapacá, Alto de la Alianza y Arica. Fue en esa ocasión que llegaron los restos de Miguel Grau y de Alfonso Ugarte, siendo sepultados el día 16 de julio en solemne ceremonia en el Cementerio Presbítero Maestro.[82]

### Elecciones presidenciales de 1890
Cáceres designó a su vicepresidente y partidario Remigio Morales Bermúdez como su candidato para las elecciones presidenciales programadas para el 13 de abril de 1890. Como contrincantes se presentaron Francisco Rosas, candidato por el Partido Civil; y Nicolás de Piérola, líder del Partido Demócrata. Como este último se mostraba como el favorito de los votantes, el gobierno se propuso ponerlo fuera de juego. Los principales dirigentes demócratas fueron perseguidos y encarcelados, Piérola entre ellos. Este instó entonces a sus seguidores a que se abstuvieran de votar. Contando, pues, con el control total del proceso electoral, Morales Bermúdez resultó elegido presidente de la República para el período 1890-1894.
Tras entregar el poder a su sucesor, Cáceres pasó a ejercer como ministro plenipotenciario en Inglaterra y Francia. En 1892 fue elegido Diputado por la provincia de Andahuaylas y en 1894 fue elegido como senador por Ayacucho.

## Segundo gobierno (1894-1895)

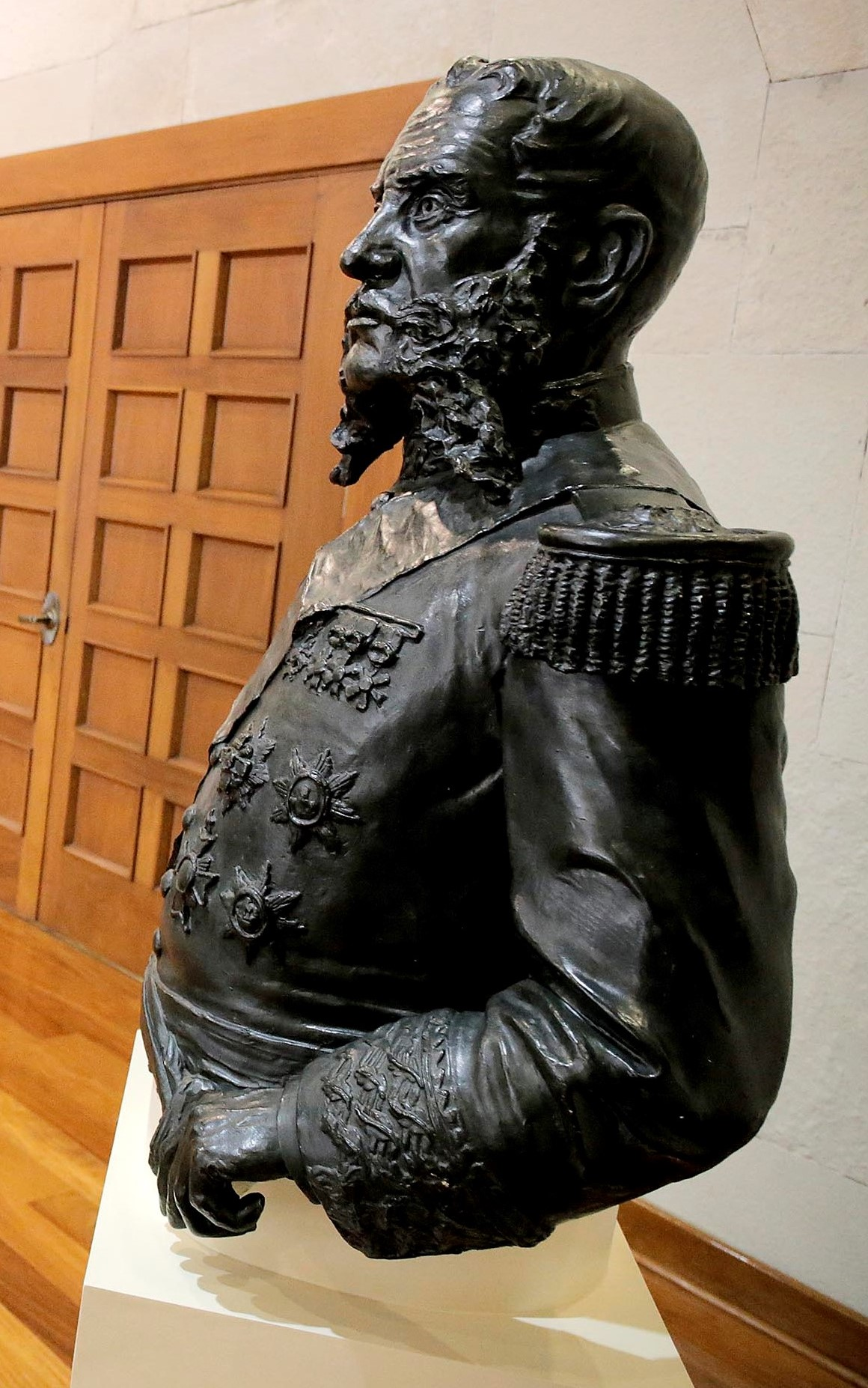
Busto de Cáceres.

Cáceres retornó en 1894, cuando finalizaba el gobierno de Morales Bermúdez, iniciando su campaña electoral para volver a la presidencia. Contaba naturalmente con el apoyo del gobierno. Pero el 23 de marzo de ese año Morales Bermúdez enfermó gravemente y dejó de gobernar; según la Constitución debía asumir el mando el primer vicepresidente Pedro Alejandrino del Solar, pero el Consejo de Ministros no quiso entregarle el poder, ya que Del Solar no le inspiraba confianza, pues se había mostrado contrario al apoyo gobiernista hacia la candidatura de Cáceres. Morales Bermúdez falleció el 1 de abril, día en que coincidentemente debía celebrarse las elecciones para elegir a su sucesor, las cuales fueron suspendidas.
Los caceristas presionaron para que el mando provisional fuera transferido al segundo vicepresidente, Justiniano Borgoño. Así se hizo y la misión del nuevo mandatario era convocar a nuevas elecciones. Pero Borgoño, además de la elección del Presidente, dispuso que se renovara totalmente el Congreso, argumentando que su composición no era representativa y que no gozaba de ninguna autoridad ni prestigio. Esto constituía un acto inconstitucional pues solo se podía renovar el Congreso por tercios. En realidad, Borgoño buscaba allanar el camino para la elección de su líder, el general Cáceres. Este, contando con el apoyo de todo el aparato gobiernista, triunfó y asumió el poder el 10 de agosto de 1894.

### La guerra civil de 1894-1895
El segundo gobierno de Cáceres carecía de legitimidad y popularidad, por lo que fue inevitable que surgiera la guerra civil. La oposición fue liderada por el caudillo Nicolás de Piérola, fundador del Partido Demócrata, que se había unido a los civilistas, formando así la llamada la Coalición Nacional. La bandera de los revolucionarios era la libertad electoral, el fin del militarismo en el gobierno y la abolición de la contribución personal. En las provincias surgieron las montoneras pierolistas y caceristas, que lucharon entre sí.
Desde Chincha, Piérola avanzó a Lima donde entró encabezando a sus huestes por la Portada de Cocharcas, el 17 de marzo de 1895. Durante tres días se prolongó la lucha en la capital, a pesar de que los caceristas habían sido forzados a retroceder a Palacio de Gobierno. Se calcula que murieron alrededor de mil personas, cuyos cadáveres quedaron insepultos, amenazando con desatar una epidemia. Frente a tal situación, el cuerpo diplomático se reunió y logró una tregua de 24 horas entre los dos bandos para sepultar los cuerpos. La paz fue prorrogada, y Cáceres, al ver que la mayoría del país estaba en su contra, renunció y partió al extranjero.
Finalizó así la guerra civil, que propició la ascensión de Nicolás de Piérola, inaugurándose un nuevo período en la historia republicana del Perú (La República Aristocrática).

## Pospresidencia

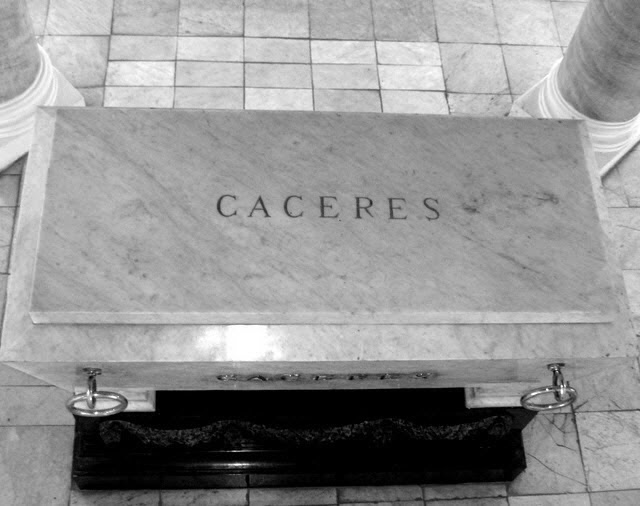
La tumba de Andrés Avelino Cacéres en la Cripta de los Héroes del Cementerio Presbítero Maestro.

Luego de vivir en Buenos Aires de 1895 a 1899, Cáceres regresó al Perú y residió en Tacna y Arica, las provincias entonces ocupadas por Chile y que estaban a la espera de la realización del plebiscito que debería decidir su destino final. Como jefe del Partido Constitucional, Cáceres tuvo influencia en la política nacional durante la llamada República Aristocrática, época de predominio del civilismo. Fue elegido senador por El Callao entre 1901 y 1906.
Fue ministro plenipotenciario en Italia, de 1905 a 1909; y Alemania, de 1911 a 1914 y, de regreso al Perú, presidió la convención de partidos que en 1915 designó a José Pardo y Barreda como candidato a la presidencia de la República, y que resultó ganador en las elecciones de 1915. Pero desde 1918 conspiró contra el gobierno de Pardo y apoyó el golpe de Estado de Augusto B. Leguía, que ocurrió el 4 de julio de 1919 y que fue el punto de partida del Oncenio.
La Asamblea Nacional, por ley N.º 4009 del 10 de noviembre de 1919, y en reconocimiento a su brillante conducción de la campaña de la resistencia contra Chile, le confirió el grado de Mariscal del Perú, asignándole una renta anual. Fue el único militar de la guerra del Pacífico (incluyendo a los de Chile y Bolivia) que llegó a ese máximo grado.
Se retiró al balneario de Ancón, donde falleció el 10 de octubre de 1923, a la edad de 86 años. Su muerte y entierro dieron lugar a una jornada de duelo nacional.

## Memorias

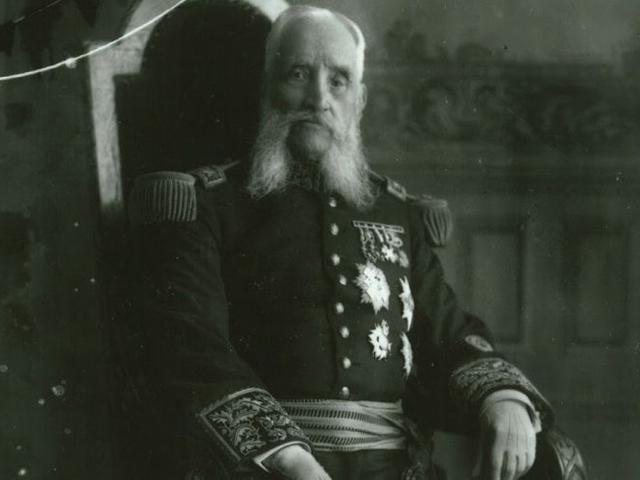
Andrés Avelino Cáceres (El Brujo de los Andes). Foto de Adolphe Dubreuil, 1920.

Su valioso testimonio de la guerra del Pacífico lo trasmitió a su hija, la escritora Zoila Aurora Cáceres, y al comandante Julio C. Guerrero, que fuera su adjunto militar en Berlín. La primera los dio a conocer en La campaña de la Breña (1927); y el segundo utilizó esos informes para publicar La guerra entre el Perú y Chile (Madrid, 1924) y Memorias del general Cáceres (Berlín, 1924 y Lima, 1973).

## Legado

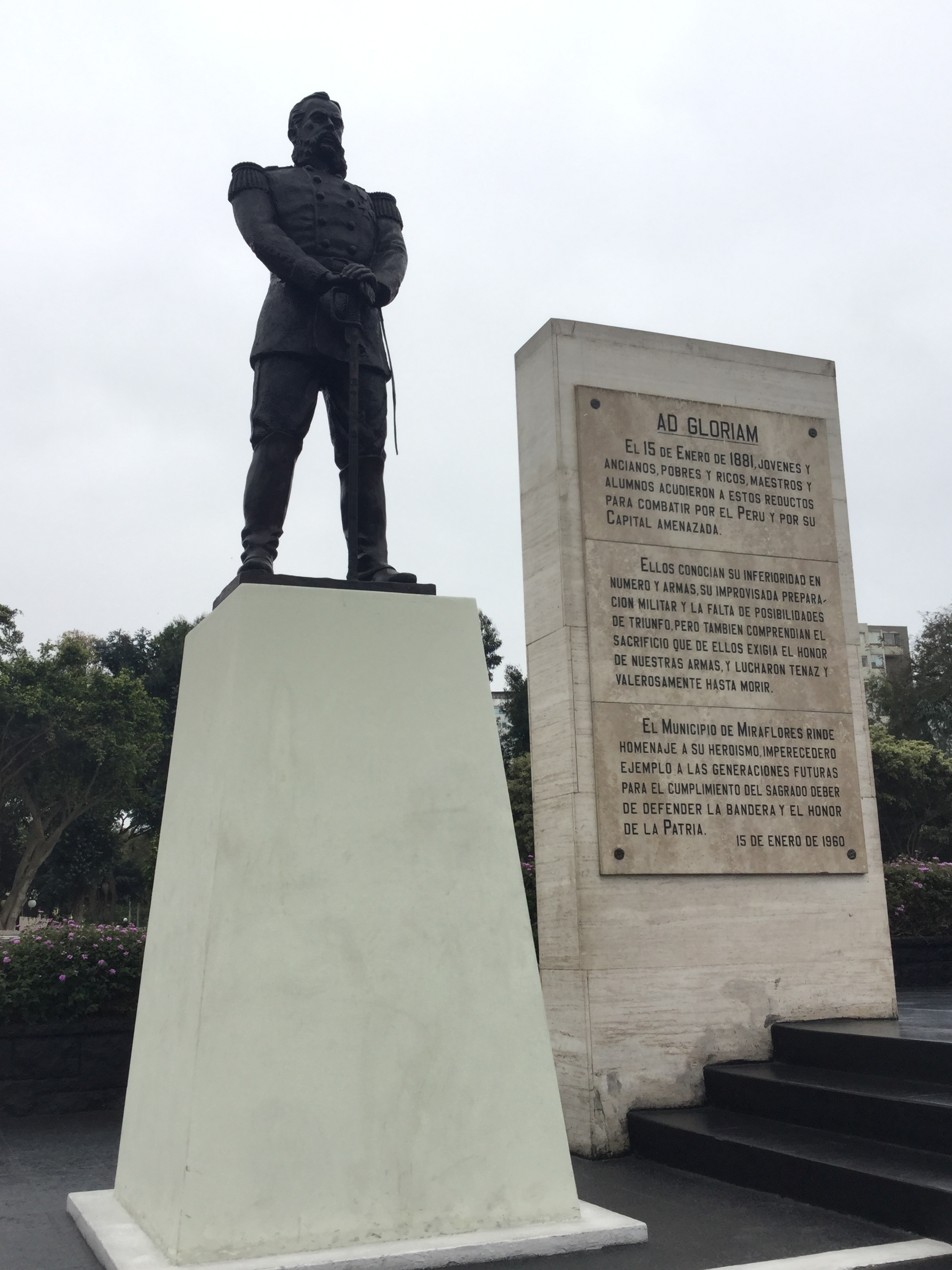
Monumento a Cáceres en el Parque Reducto nro. 2

En el Perú, Cáceres es visto como un símbolo de la resistencia contra Chile, durante la guerra del Pacífico, un héroe que nunca se doblegó y que hasta el último instante organizó fuerzas para mantener viva la resistencia, pese a los reveses. Su figura es ampliamente recordada en la memoria colectiva de los pobladores de la sierra peruana, muchas veces a través de las tradiciones orales legadas por los descendientes de quienes conformaron el Ejército del Centro y las fuerzas guerrilleras de cada pueblo; otras veces mediante variadas manifestaciones culturales y folklóricas, como es el caso de las existentes en los Valles de Yanamarca-Acolla, San Jerónimo de Tunán, Hualhuas, Pucará, Chupaca y Sicaya en el valle del Mantaro.